# Proces twórczy
Proces twórczy – proces psychiczny prowadzący do powstania nowego i wartościowego wytworu. Składa się z operacji poznawczych oraz towarzyszących im charakterystycznych stanów emocjonalnych oraz motywacyjnych.

## Etapy procesu twórczego
W klasycznych teoriach procesu twórczego wyróżniano cztery kolejno występujące po sobie etapy:
1) preparacja – polega na wykonaniu wstępnych czynności związanych z zebraniem potrzebnych danych oraz sformułowaniem problemu, który ma być rozwiązany,
2) inkubacja – polega na samoistnym oraz nieświadomym dojrzewaniu czy wylęganiu się pomysłu w czasie przerwy od intencjonalnej pracy nad nim,
3) iluminacja – jest to olśnienie związane jest z nagłym rozwiązaniem problemu w konsekwencji pojawienia się momentu wglądu,
4) weryfikacja – polega na sprawdzeniu na ile przydatne okaże się wytworzone nowe rozwiązanie.
Koncepcję procesu twórczego zgodnie z którą zawsze składa się on z czterech etapów zachodzących w odpowiedniej kolejności stworzył brytyjski uczony Graham Wallas. Przedstawił ją po raz pierwszy w książce z 1926 r. pod tytułem The Art of Thought. We współczesnych teoriach procesu twórczego zrywa się z powyższym schematem. Zwłaszcza Edward Nęcka w swojej koncepcji interakcji twórczej wskazuje na to, że dzielenie procesu twórczego na etapy nie tylko nie jest konieczne, ale może prowadzić wręcz do formułowania fałszywych wniosków, gdyż dla twórczości typowe jest zarówno wracanie do wcześniejszych momentów (a więc tego, co już zostało ustalone), jak też wybieganie myślą do przodu. Inaczej mówiąc, z perspektywy współczesnych teorii proces twórczy nie jest tak uporządkowany i schematyczny jak zakładały to teorie klasyczne.

## Rola wglądu w procesie twórczym
Na ogół przyjmuje się, że kluczowym momentem procesu twórczego jest wgląd, a więc nagła i nieoczekiwana zmiana percepcji problemu, która prowadzi do nowego, pełniejszego oraz głębszego zrozumienia jego istoty. Jednakże nie wszystkie psychologiczne koncepcje procesu twórczego zakładają wystąpienie momentu wglądu. Jeden ze współczesnych badaczy procesu twórczego, psycholog Robert Weisberg, sformułował tzw. teorię stopniowego przyrostu w której zakwestionował to rozpowszechnione przekonanie. Autor ten starał się wykazać, że proces twórczy jest normalnym, żmudnym rozwiązywaniem problemu, krok po kroku, pozbawionym spektakularnych olśnień, przełomów intelektualnych, momentów wglądu etc.

## Wytwór procesu twórczego
Wytworem powstałym w wyniku procesu twórczego jest twórcze dzieło, a więc coś, co jest zarazem nowe i wartościowe. To, co zostanie uznane za nowe lub wartościowe jest do pewnego stopnia względne, zależne od kontekstu społecznego, kulturowego i historycznego. W związku z tym psycholodzy posługują się definicją sformułowaną przez Morrisa Steina, zgodnie z którą twórcze dzieło jest nowe i wartościowe w pewnym okresie dla pewnej grupy osób.